# Marnhagas e la Tor
Marnhagas e la Tor (en francès Marnhagues-et-Latour) és un municipi francès situat al departament de l'Avairon i a la regió d'Occitània.

## Demografia
| 1962                                       | 1968 | 1975 | 1982 | 1990 | 1999 | 2006 |
| ------------------------------------------ | ---- | ---- | ---- | ---- | ---- | ---- |
| 128                                        | 144  | 146  | 132  | 102  | 132  |      |
| Des de 1962: població sense dobles comptes |      |      |      |      |      |      |

## Administració
| Període | Identitat               | Partit |
| ------- | ----------------------- | ------ |
| 1995-   | Jérôme Thibault-Laurent |        |